# Mycomya londti
Mycomya londti är en tvåvingeart som beskrevs av Vaisanen 1994. Mycomya londti ingår i släktet Mycomya och familjen svampmyggor. Inga underarter finns listade i Catalogue of Life.